# 豊中市立北緑丘小学校
豊中市立北緑丘小学校（とよなかしりつ きたみどりがおかしょうがっこう）は、大阪府豊中市北緑丘2丁目に位置する公立小学校。

## 沿革
- 1978年4月1日 - 豊中市立北緑丘小学校と校名決定・開校
- 1978年10月8日 - 開校記念式典・開校記念運動会を実施（この日を創立記念日とする）

## 通学区域
- 豊中市 北緑丘1丁目-3丁目、西緑丘3丁目10番-26番。

卒業生は基本的に豊中市立第十四中学校へ進学する。

## 交通
- 阪急バス 北緑丘小学校前バス停
- 阪急箕面線 牧落駅 南東へ約2km。
- 北大阪急行 千里中央駅 北西へ約2.7km。

## 著名な卒業生
- 矢野ペペ（お笑い芸人、パラシュート部隊）
- 廣瀬俊朗（ラグビー選手）
- 猪狩秀平（ミュージシャン、HEY-SMITHのギタリスト）
- 西野創人（お笑い芸人、コロコロチキチキペッパーズ）